# Nic Potter
Nic Potter (18. října 1951 Wiltshire, Anglie – 16. ledna 2013 Londýn, Anglie) byl britský baskytarista a hudební skladatel.
Začínal ve skupině The Misunderstood. V letech 1969–1970 a znovu 1977–1978 byl členem skupiny Van der Graaf Generator, kde původně nahradil Keitha Ellise. Se skupinou nahrál tři studiová alba; The Least We Can Do Is Wave to Each Other a H to He, Who Am the Only One (1970) a The Quiet Zone/The Pleasure Dome (1977). V různých obdobích byl rovněž členem doprovodné skupiny Petera Hammilla, se kterým rovněž nahrál několik alb. Rovněž spolupracoval s Chuckem Berrym, Stevem Swindellsem a skupinami Rare Bird a Spirits Burning.
Zemřel na zápal plic ve věku 61 let.

## Sólová diskografie
- Mountain Music (1983)
- Sketches In Sound (1986)
- Self Contained (1987)
- The Blue Zone (1990)
- New Europe-Rainbow Colours (1992)
- Dreamworld (1997)